# Volleyball-Club Olympia '93 Berlin 2016-2017 (femminile)
Questa voce raccoglie le informazioni riguardanti il Volleyball-Club Olympia '93 Berlin nelle competizioni ufficiali della stagione 2016-2017.

## Organigramma societario
Area direttiva
- Presidente: Jörg Papenheim

Area tecnica
- Allenatore: Martin Frydnes, Jens Tietböhl
- Allenatore in seconda: Florian Völker
- Scout man: Sebastian Reinhardt, Christian Knospe

Area sanitaria
- Fisioterapista: Saskia Kasten, Peter Lassek, Nora Sprung, Catharina Wiesner

## Rosa
| N° | Nome                 | Ruolo | Data di nascita  | Nazionalità sportiva |
| -- | -------------------- | ----- | ---------------- | -------------------- |
| 1  | Vanessa Agbortabi    | S     | 4 dicembre 1998  | Germania             |
| 2  | Sabrina Krause       | C     | 18 dicembre 1998 | Germania             |
| 3  | Paula Morgenroth     | L     | 7 aprile 1999    | Germania             |
| 4  | Juliane Noack        | C     | 10 maggio 2000   | Germania             |
| 5  | Maike Herzog         | C     | 10 dicembre 1999 | Germania             |
| 7  | Gina Köppen          | S     | 4 dicembre 1998  | Germania             |
| 9  | Aisha Skinner        | S     | 16 aprile 1999   | Germania             |
| 10 | Lisa Senger          | P     | 6 luglio 1998    | Germania             |
| 11 | Merle Weidt          | C     | 20 luglio 1999   | Germania             |
| 12 | Lena Große Scharmann | S/O   | 24 aprile 1998   | Germania             |
| 13 | Josefin Bluhm        | S     | 10 marzo 2000    | Germania             |
| 13 | Catharina Wiesner    | C     | 11 agosto 1998   | Germania             |
| 15 | Pia Kästner          | P     | 29 giugno 1998   | Germania             |
| 16 | Sindy Lenz           | S     | 3 ottobre 1998   | Germania             |